# 伊万奇纳戈里察市镇

伊万奇纳戈里察市镇於斯洛維尼亞的位置

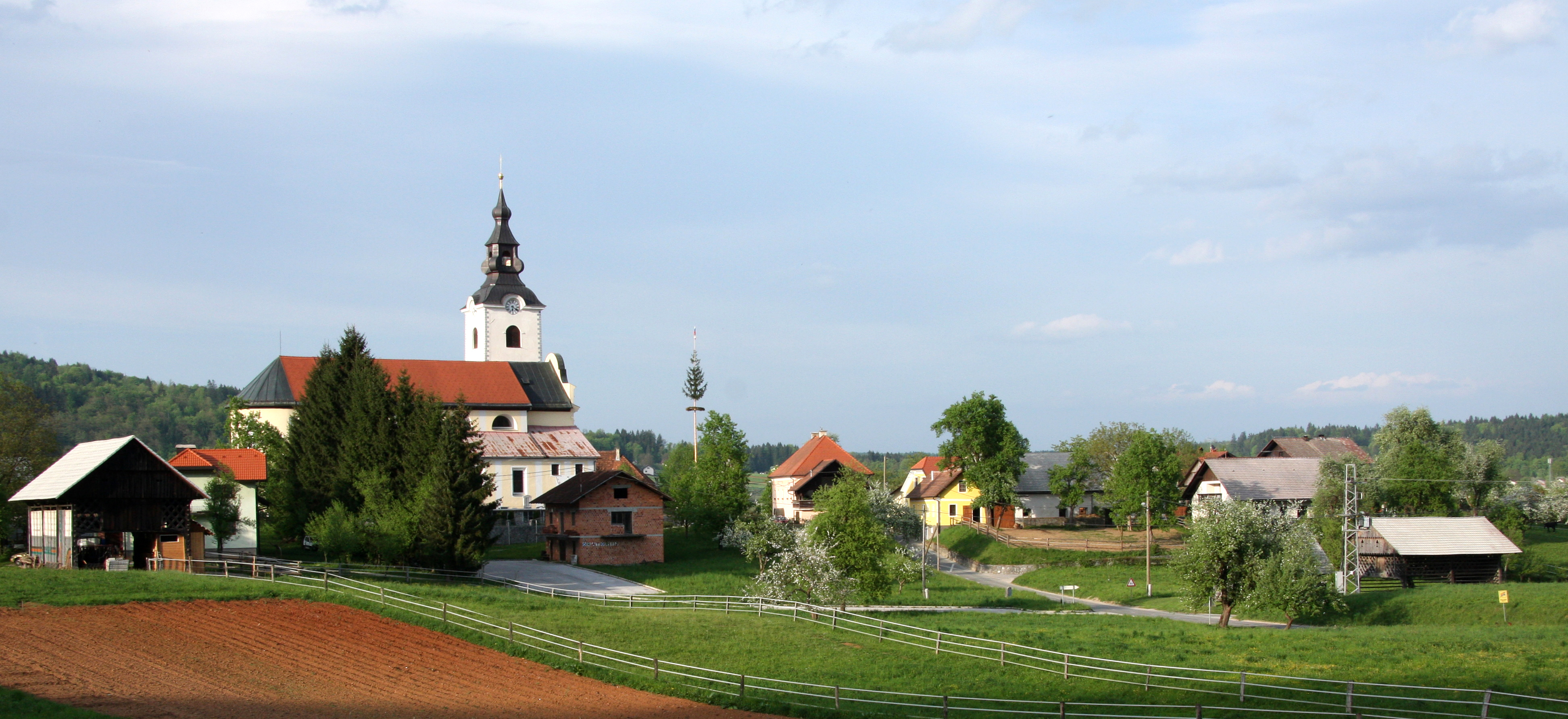
伊万奇纳戈里察

伊万奇纳戈里察市镇，是斯洛文尼亞中部的市镇，行政中心为伊萬奇納戈里察。市镇面積为227平方公里，2016年人口数量為16,276人。

## 外部連結
- 官方网站  （斯洛文尼亚文）
- Ivančna Gorica on Geopedia（页面存档备份，存于）